# Episodi di Babylon Berlin (seconda stagione)
La seconda stagione della serie televisiva Babylon Berlin è stata trasmessa in Germania su Sky 1 dall'11 novembre al 1º dicembre 2017.
In Italia l'intera stagione è stata resa disponibile il 26 dicembre 2017 su Sky Box Sets.
| nº | Titolo originale | Prima TV Germania | Pubblicazione Italia |
| -- | ---------------- | ----------------- | -------------------- |
| 1  | Episode 1        | 10 novembre 2017  | 26 dicembre 2017     |
| 2  | Episode 2        | 10 novembre 2017  | 26 dicembre 2017     |
| 3  | Episode 3        | 17 novembre 2017  | 26 dicembre 2017     |
| 4  | Episode 4        | 17 novembre 2017  | 26 dicembre 2017     |
| 5  | Episode 5        | 24 novembre 2017  | 26 dicembre 2017     |
| 6  | Episode 6        | 24 novembre 2017  | 26 dicembre 2017     |
| 7  | Episode 7        | 1º dicembre 2017  | 26 dicembre 2017     |
| 8  | Episode 8        | 1º dicembre 2017  | 26 dicembre 2017     |